# RAPID (Datenbank)
RAPID ist eine Datenbank der Europäischen Kommission, die alle Pressemitteilungen seit 1985 enthält. Teilweise sind auch Pressemitteilungen anderer europäischer Institutionen frei zugänglich.

## Besonderheiten der Datenbank
Die Datenbank Rapid wird von der GD KOMM (Kommission, Generaldirektion, Kommunikation) verwaltet. Als Sprachen stehen Englisch und Französisch zur Verfügung. Ebenso sind die Pressemitteilungen überwiegend in Französisch und Englisch, aber auch in anderen Amtssprachen verfasst.
Die Dokumente können in den Dateiformaten PDF, DOC und HTML abgerufen werden.
Mit Hilfe einer Personalisierungsfunktion kann die bevorzugte Sprache und Benachrichtigungsfunktion per E-Mail oder SMS eingerichtet werden.

## Suchmöglichkeiten
- nach Themengebieten, wie OLAF (Anti-Fraud Office), IP (EC Press Release)
- Datum
- Referenznummer der Pressemitteilungen
- Volltextsuche  in Any Term, All Terms, Exact Match oder nur Title only
- nach Schlagworten
- „Recent Press Releases“ liefert alle Dokumente der letzten sieben Tage
- „Topics“ gibt alle Dokumente seit September 1999, sortiert nach Themengebieten